# Carmela Mackenna
Carmela Mackena (Santiago de Xile, 1879 - 1962) fou una compositora xilena.

## Biografia
Realitzà els primers estudis musicals com a alumna del mestre Bindo Paoli. Posteriorment es va traslladar a Alemanya, on la seva personalitat va acabar de definir-se amb el moviment expressionista. Va residir a Berlín més de deu anys, durant els quals va tenir una activa actuació com a compositora. Va perfeccionar els seus estudis de piano i composició amb els mestres Konrad Ansorge i Hans Mersmann. La seva obra té certa influència de Paul Hindemith.
El 1934 va assolir el punt àlgid de la seva carrera amb l'estrena a Berlín del seu Concert per a piano i orquestra, amb Armando Moraga com a solista i l'Orquestra de la Ràdio de l'Estat, dirigida per Heinrich Steiner. També es va interpretar a Xile, amb Herminia Raccagni com a solista i l'Orquestra de l'Associació Nacional de Concerts Simfònics, dirigida per Armando Carvajal. També es va interpretar a França i Àustria. El 1936 va compondre una nova obra destacada per un considerable èxit, una Missa per aa cor mixt a cappella, l'obra va ser premiada en el Concurs Internacional de música religiosa, realitzat a Frankfurt, on va ser interpretada pel cor de la Catedral de Múnic. La llarga època en què la compositora va residir fora del seu país (generalment a França i Alemanya) ha fet que sigui poc coneguda a Xile.
Fins a 1934 no es va interpretar a Xile el seu Trio per a cordes, una de les seves obres fonamentals. La seva obra rep una important influència de l'ambient de Berlín en què es va formar i de l'estil expressionista. La insuficiència tècnica es veu compensada per la seva imaginació harmònica i pel seu audaç esperit en altres aspectes de la composició. La seva música, en últim terme, és abstracta i pura. Les seves obres més considerables, com el Concert per a piano o el Trio per a cordes, han estat creades utilitzant procediments de lliure contrapunt i contenen passatges d'una densa harmonia dissonant. En les composicions pianístiques o en aquelles en què el piano té una funció predominant, fa que la bondat de l'escriptura d'aquest instrument contrasti amb l'obscuritat de la massa orquestral (concretament en el Concert per a piano) o dona dinamisme a la seva expressió, com passa en les Variacions i Preludis per a piano sol.

## La seva obra
- Per a orquestra: dos moviments simfònics (per a gran orquestra).
- Per a solistes i orquestra: Concerts per a piano i orquestra
- Per a cors i cors amb orquestra: Missa per a cors mixts a cappella. Missa per a cor i orquestra de corda.
- Per a conjunts de cambra: Quartet per a cordes, trio per a cordes, trio per a flauta, violí i viola i Sonata per a violí i piano.
- Per a piano: Sis Preludis, Tema amb variacions, Suite Xilena i Música per a dos pianos.